# Bonnelles
Bonnelles is een gemeente in het Franse departement Yvelines (regio Île-de-France) en telt 2077 inwoners (2004). De plaats maakt deel uit van het arrondissement Rambouillet.

## Geografie
De oppervlakte van Bonnelles bedraagt 10,9 km², de bevolkingsdichtheid is 190,6 inwoners per km².
De onderstaande kaart toont de ligging van Bonnelles met de belangrijkste infrastructuur en aangrenzende gemeenten.

## Demografie
Onderstaande figuur toont het verloop van het inwonertal (bron: INSEE-tellingen).